# Quintus Cervidius Scaevola
Scaevola (Quintus Cervidius Scaevola) est un juriste de la Rome antique. Il appartient à l'ordre équestre et fait partie du consilium principis de l'empereur Marc Aurèle (161-180). De son importante production d'écrits juridiques, il ne reste, outre les titres des ouvrages, que des extraits.
D'après l’Histoire Auguste, Scaevola fut le maître de Papinien et du futur empereur Septime Sévère.